# 아시아나 BK
아시아나 BK(باشگاه ورزشی آشیانه)는 아프가니스탄의 축구, 농구, 배구 클럽으로 1985년 노동자 팀으로 창단되었다.